# Prix de Vincennes
Prix de Vincennes är ett årligt montélopp för 3-åriga franskfödda varmblodstravare som sedan 1994 rids över distansen 2 700 meter med fransk voltstart. Det är ett Grupp 1-lopp, det vill säga ett lopp av högsta internationella klass. Loppet avgjordes för första gången 1924 och går sedan dess av stapeln i december under det franska vintermeetinget varje år på Vincennesbanan i Paris. 
Loppet ses ofta som monténs motsvarighet till sulkyloppet Critérium des 3 ans.
Loppets förstapris är 108 000 euro, och den samlade prissumman är 240 000 euro.

## Rekord
Den franska hästen Fado du Chêne innehar löpningsrekordet på tiden 1.13,2, vilket han sprang i 2018 års upplaga av loppet.
Flest tränarsegrar har Philippe Allaire och Ali Hawas med fem stycken var.
Flest ryttarsegrar har Michel-Marcel Gougeon, som lyckats vinna loppet sju gånger.

## Segrare
| År   | Häst               | Efter              | Ryttare                  | Tränare                  | Tvåa               | Trea               | Distans | Tid    |
| ---- | ------------------ | ------------------ | ------------------------ | ------------------------ | ------------------ | ------------------ | ------- | ------ |
| 2024 | Lexie de Banville  | Real de Lou        | Adrien Lamy              | Thomas Levesque          | Lutin des Bordes   | Lisbonne Dry       | 2 700 m | 1.13,2 |
| 2023 | Kalif Landia       | Un Charme Fou      | Benjamin Rochard         | Alexis Philippe Grimault | Kyrielle des Vaux  | Kingdom Kat        | 2 700 m | 1.13,5 |
| 2022 | Jessy de Banville  | Boccador de Simm   | Florian Desmigneux       | Christophe Clin          | Jubile Prior       | Jakartas des Pres  | 2 700 m | 1.13,3 |
| 2021 | Idéale du Chêne    | Bird Parker        | Paul-Philippe Ploquin    | Julien Le Mer            | Ines des Rioults   | Indigo Du Poret    | 2 700 m | 1.13,2 |
| 2020 | Helitlopet         | Un Charme Fou      | Adrien Lamy              | Franck Leblance          | Hera Landia        | Hytte du Terroir   | 2 700 m | 1.14,2 |
| 2019 | Gangster du Wallon | Let's Go Along     | Benjamin Rochard         | Damien Lecroq            | Grace de Fael      | Gladys des Plaines | 2 700 m | 1.14,1 |
| 2018 | Fado du Chêne      | Singalo            | Paul-Philippe Ploquin    | Julien Le Mer            | Feeling Cash       | Flore de Janeiro   | 2 700 m | 1.13,2 |
| 2017 | Éveil du Châtelet  | Very Look          | Jean-Yann Ricart         | Jean-Michel Bazire       | Évidence Roc       | Elladora de Forgan | 2 700 m | 1.14,5 |
| 2016 | Dragon du Fresne   | Saphir Castelets   | Alexandre Abrivard       | Laurent-Claude Abrivard  | Dollar Macker      | Dahlia du Rib      | 2 700 m | 1.15,4 |
| 2015 | Cassandra d'Em     | Kesaco Phedo       | Yoann Lebourgeois        | Jean-Pierre Allix        | Câline des Plages  | Candela            | 2 700 m | 1.14,6 |
| 2014 | Bird Parker        | Ready Cash         | Yoann Lebourgeois        | Philippe Allaire         | Brutus de Bailly   | Best of Jets       | 2 700 m | 1.13,7 |
| 2013 | Atlessima          | Rocklyn            | Éric Raffin              | Philippe Moulin          | Agrippine          | Apollon de la Lys  | 2 700 m | 1.14,4 |
| 2012 | Vision Intense     | Prodigious         | Nathalie Henry           | Philippe Moulin          | Vestphalie du Mont | Vaquero du Mont    | 2 700 m | 1.14,1 |
| 2011 | Utoky              | Cygnus d'Odyssée   | Franck Nivard            | Franck Leblanc           | Upper Class        | Uranus de Larre    | 2 700 m | 1.15,0 |
| 2010 | Texas Charm        | Cygnus d'Odyssée   | Julien Dubois            | Philippe Moulin          | Talina Madrik      | Tina du Rib        | 2 700 m | 1.14,2 |
| 2009 | Scipion du Goutier | Goetmals Wood      | Franck Nivard            | Franck Leblanc           | Surabaya Jiel      | Sawasde de Houelle | 2 700 m | 1.14,6 |
| 2008 | Rêve des Vallées   | Kiwi               | Franck Nivard            | Franck Leblanc           | Replay Oaks        | Repeat d'Ombrée    | 2 700 m | 1.14,9 |
| 2007 | Quiléa Jiel        | Diamant Gédé       | Julien Raffestin         | Jean-Luc Dersoir         | Quokine Berry      | Quiz des Brouets   | 2 700 m | 1.15,0 |
| 2006 | Princess Foot      | Arnaqueur          | Thibault Viet            | Patrick Hawas            | Paddy du Buisson   | Picsou de Villabon | 2 700 m | 1.15,8 |
| 2005 | Ombre du Yams      | Hooper             | Jean-Étienne Le Bec      | Jacques Provost          | Orelie de Retz     | Offshore Dream     | 2 700 m | 1.16,0 |
| 2004 | Nancy Menuet       | Goetmals Wood      | Éric Raffin              | Yannick Gervais          | Nelson de Vandel   | Néléos du Goutier  | 2 700 m | 1.16,3 |
| 2003 | Milord du Chêne    | Capriccio          | Michel Lenoir            | Michel Lenoir            | Mara Bourbon       | Milia Pierji       | 2 700 m | 1.16,7 |
| 2002 | Latinus            | Dahir de Prélong   | Jean-Loïc-Claude Dersoir | Joël Hallais             | L'As de Boussières | Lati Bonheur       | 2 700 m | 1.17,7 |
| 2001 | Kesaco Phedo       | Caballio In Blue   | Jean-Philippe Mary       | Philippe Allaire         | Kyrielle Club      | Kita des Picanes   | 2 700 m | 1.19,0 |
| 2000 | Jardy              | Cygnus d'Odyssée   | Jean-Philippe Mary       | Philippe Allaire         | Jairo des Veys     | Jenko              | 2 700 m | 1.17,3 |
| 1999 | Ighanian           | Volcan             | Laurent-Claude Abrivard  | Laurent-Claude Abrivard  | Island Dream       | Ivoire de Grammont | 2 700 m | 1.18,5 |
| 1998 | Holly du Locton    | Viking's Way       | Jean-Paul Piton          | Philippe Allaire         | Habitat            | Holly Jet          | 2 700 m | 1.18,3 |
| 1997 | Gai Brillant       | Podosis            | Jean-Philippe Mary       | Philippe Allaire         | Giflosac           | Gallia de Vandel   | 2 700 m | 1.19,0 |
| 1996 | Fra Diavolo        | Fakir du Vivier    | Yves Dreux               | Ali Hawas                | Felmondo           | Figaro Ci          | 2 700 m | 1.19,1 |
| 1995 | Éclair de Vandel   | Sancho Pança       | Jean-Loïc-Claude Dersoir | Joël Hallais             | Evolo              | Easy du Chêne      | 2 700 m | 1.19,1 |
| 1994 | Dimitrio           | Marpheulin         | Jean-Loïc-Claude Dersoir | Joël Hallais             | Dresden            | Destin de Busset   | 2 700 m | 1.20,1 |
| 1993 | Charmeuse Bégonia  | Quadrophénio       | Michel Lenoir            | Daniel Béthouart         | Courlis du Pont    | Cumina             | 2 700 m | 1.18,9 |
| 1992 | Boadicée de Béval  | Minou du Donjon    | Yves Dreux               | Ali Hawas                | Boum de l'Aria     | Bambina            | 2 650 m | 1.21,0 |
| 1991 | A Novo             | Indien Rapide      | Pascal-André Geslin      | Antoine Paul Bézier      | Atout de Marjon    | Alligator          | 2 650 m | 1.21,1 |
| 1990 | Vanneau            | Marpheulin         | Philippe Békaert         | Paul Viel                | Viking de Crépon   | Voici du Niel      | 2 650 m | 1.20,1 |
| 1989 | Ursulo de Crouay   | Mivus              | Philippe Gillot          | Joël Hallais             | Unshine            | Une Caudresienne   | 2 650 m | 1.20,6 |
| 1988 | Traveller          | Jacques des Blaves | Alain Laurent            | Michel Govignon          | Turquetil          | Tarif du Bois      | 2 650 m | 1.20,3 |
| 1987 | Speed Clayettois   | Joachim            | Yves Dreux               | Ali Hawas                | Savilor            | Sept Mars          | 2 650 m | 1.22,3 |
| 1986 | Ramage             | Firstly            | Alain Sionneau           | Guy-Maurice Dreux        | Raja de Bellouet   | Royal Chambon      | 2 650 m | 1.21,0 |
| 1985 | Querfeu            | Feu Vert           | Pierre Levesque          | Jean de Mondésir         | Qrysolle           | Qualvolta          | 2 650 m | 1.22,6 |
| 1984 | Podosis            | Florestan          | Patrick Chéradame        | Roger Ledoyen            | Pietro             | Portolugo          | 2 650 m | 1.21,2 |
| 1983 | Orfeu Negro        | Valmont            | Bernard Oger             | Léopold Verroken         | Oligo              | Oprigo             | 2 600 m | 1.21,5 |
| 1982 | Nestoriac          | Derjacques         | Yves Dreux               | Ali Hawas                | Nozablinski        | Narbon             | 2 600 m | 1.22,1 |
| 1981 | Mabrouka           | Balfour            | Yves Dreux               | Ali Hawas                | Mesta              | Manay Port         | 2 600 m | 1.22,6 |
| 1980 | Loustic de la Tour | Tatius             | Michel-Marcel Gougeon    | Robert Ricklin           | Levorino           | Lotus du Trefle    | 2 600 m | 1.21,3 |
| 1979 | Karika             | Reza Grandchamp    | Jean-Claude Hallais      | Jean-Claude Hallais      | Kronos du Vivier   | Kidy               | 2 600 m | 1.22,4 |
| 1978 | Jalinotte          | Calino             | Philippe Békaert         | Gérard Mascle            | Jeune Orange       | Joubov             | 2 600 m | 1.23,6 |
| 1977 | Idylle Charmeuse   | Valmont            | Pierre Giffard           | Jean-Pierre Viel         | Ipsilon            | Idylle du Corta    | 2 600 m | 1.22,4 |
| 1976 | Hippy Kermorvan    | Tabriz             | René Fabre               | Léopold Verroken         | Honoré du Corta    | Honnête            | 2 600 m | 1.22,9 |
| 1975 | Gauchy             | A Vau l'eau        | René Fabre               | Léopold Verroken         | Gazon              | Graine du Manoir   | 2 600 m | 1.22,5 |
| 1974 | Franc Quito        | Quito              | Bernard Mascle           | Gérard Mascle            | Fondon             | Florisuge          | 2 600 m | 1.24,0 |
| 1973 | Elpenor            | Quioco             | Jean Mary                | Jean-René Gougeon        | Edomerica          | Etiennette         | 2 600 m | 1.22,7 |
| 1972 | Dinès P            | Seddouck           | Michel Lecacheux         | Michel Feuillet          | Dango              | Dor                | 2 600 m | 1.22,5 |
| 1971 | Caléo              | Paléo              | Gérard Mascle            | Gérard Mascle            | Chambon P          | Chantore           | 2 600 m | 1.22,3 |
| 1970 | Bellino II         | Boum III           | René Fabre               | Maurice Macheret         | Bamba              | Bardane            | 2 600 m | 1.20,2 |
| 1969 | Agrippa            | Euripide           | Jacques-Maurice Riaud    |                          | Ajaccien           | Arilavo Mabon      | 2 600 m | 1.21,8 |
| 1968 | Vaccarès II        | Horus L            | Jean Mary                | Jean-René Gougeon        | Vao Zao Kerveyer   | Vaissa             | 2 600 m | 1.21,9 |
| 1967 | Une de Mai         | Kerjacques         | Michel-Marcel Gougeon    | Jean-René Gougeon        | Udanga             | Unifrance          | 2 600 m | 1.23,2 |
| 1966 | Tabriz             | Feu Follet X       | Pierre Giffard           |                          | Tuky Pompon        | Tany de Mirville   | 2 600 m | 1.22,0 |
| 1965 | Seddouk            | Carioca II         | Michel-Marcel Gougeon    |                          | Sole Mio B         | Sissy III          | 2 600 m | 1.23,6 |
| 1964 | Rio                | Hiram              | Pierre Giffard           |                          | Roquépine          | Ralène             | 2 600 m | 1.23,3 |
| 1963 | Quioco             | Vermont            | Michel-Marcel Gougeon    |                          | Quiscale           | Quatt Cent Trois   | 2 600 m | 1.23,7 |
| 1962 | Pacha Grandchamp   | Fandango           | Michel-Marcel Gougeon    |                          | Pimpante           | Paléo              | 2 600 m | 1.22,3 |
| 1961 | Ozo                | Vermont            | François Brohier         |                          | Oriflamme V        | Olten L            | 2 600 m | 1.22,1 |
| 1960 | Nestoc             | Estoc              | André Rouer              |                          | Niky des Étangs    | Nivôse             | 2 600 m | 1.23,6 |
| 1959 | Minarelle H        | Christiana         | Jean Mary                |                          |                    |                    | 2 600 m | 1.25,7 |
| 1958 | Le Vendéen         | Tadellos           | André Rouer              |                          |                    |                    | 2 600 m | 1.24,5 |
| 1957 | Karolyne           | Ogaden             | Michel-Marcel Gougeon    |                          |                    |                    | 2 600 m | 1.25,3 |
| 1956 | Jolie Folle        | Ogaden             | Michel-Marcel Gougeon    |                          |                    |                    | 2 600 m | 1.25,0 |